# Anders Mannelqvist
John Anders Erik Mannelqvist (ur. 27 sierpnia 1964 w Vilhelminie) – szwedzki biathlonista. W Pucharze Świata zadebiutował 16 stycznia 1986 roku w Anterselvie, gdzie zajął 26. miejsce w biegu indywidualnym. Jeden raz stanął na podium indywidualnych zawodów PŚ: 20 stycznia 1990 roku w Anterselvie zwyciężył w tej samej konkurencji. Wyprzedził tam Włocha Andreasa Zingerle i Eirika Kvalfossa z Norwegii. Najlepsze wyniki osiągnął w sezonie 1989/1990, kiedy zajął 23. miejsce w klasyfikacji generalnej. W 1986 roku wystąpił na mistrzostwach świata w Oslo, gdzie zajął 45. miejsce w sprincie i ósme w sztafecie. Zajął też między innymi piąte miejsce w sztafecie na mistrzostwach świata w Lahti w 1991 roku. Brał też udział w igrzyskach olimpijskich w Albertville rok później, zajmując 43. pozycję w biegu indywidualnym i 67. w sprincie.

## Osiągnięcia

### Igrzyska olimpijskie
| Rok  | Miejscowość | Konkurencje | Konkurencje | Konkurencje | Konkurencje | Konkurencje | Konkurencje | Konkurencje |
| Rok  | Miejscowość | IN          | SP          | PU          | MS          | RL          | MR          | SR          |
| ---- | ----------- | ----------- | ----------- | ----------- | ----------- | ----------- | ----------- | ----------- |
| 1992 | Albertville | 43.         | 67.         | nd.         | nd.         | –           | nd.         | –           |

### Mistrzostwa świata
| Rok  | Miejscowość | Konkurencje | Konkurencje | Konkurencje | Konkurencje | Konkurencje | Konkurencje | Konkurencje |
| Rok  | Miejscowość | IN          | SP          | PU          | MS          | RL          | MR          | SR          |
| ---- | ----------- | ----------- | ----------- | ----------- | ----------- | ----------- | ----------- | ----------- |
| 1986 | Oslo        | –           | 45.         | nd.         | nd.         | 8.          | nd.         | –           |
| 1990 | Mińsk/Oslo  | 47.         | –           | nd.         | nd.         | –           | nd.         | –           |
| 1991 | Lahti       | 38.         | –           | nd.         | nd.         | 5.          | nd.         | –           |
| 1996 | Ruhpolding  | –           | 75.         | nd.         | nd.         | –           | nd.         | –           |

### Puchar Świata

#### Miejsca w klasyfikacji generalnej
| Sezon     | Miejsce |
| --------- | ------- |
| 1985/1986 | ?       |
| 1987/1988 | ?       |
| 1988/1989 | 56.     |
| 1989/1990 | 23.     |
| 1990/1991 | ?       |
| 1991/1992 | ?       |
| 1992/1993 | 42.     |
| 1993/1994 | 65.     |
| 1994/1995 | ?       |
| 1995/1996 | -       |

#### Miejsca na podium chronologicznie
| Lp. | Dzień       | Rok  | Miejscowość | Konkurencja                | Lokata | Pudła   | Czas biegu | Strata | Zwycięzca |
| --- | ----------- | ---- | ----------- | -------------------------- | ------ | ------- | ---------- | ------ | --------- |
| 1.  | 20 stycznia | 1990 | Anterselva  | Bieg indywidualny na 20 km | 1.     | 0+0+0+1 | 59:26,5    | –      | –         |